# (10222) Klotz
(10222) Klotz est un astéroïde de la ceinture principale.

## Description
(10222) Klotz est un astéroïde de la ceinture principale. Il fut découvert le 29 octobre 1997 à Ramonville-Saint-Agne par Christian Buil. Il présente une orbite caractérisée par un demi-grand axe de 2,77 UA, une excentricité de 0,10 et une inclinaison de 8,0° par rapport à l'écliptique.

## Compléments